# Europese kampioenschappen schaatsen afstanden 2022 - 1500 meter mannen
De 1500 meter mannen op de Europese kampioenschappen schaatsen 2022 werd verreden op zondag 9 januari 2022 in ijsstadion Thialf in Heerenveen.
Titelverdediger Thomas Krol werd verslagen door Kjeld Nuis.

## Uitslag
| #      | Schaatser            | Land      | Tijd    |
| ------ | -------------------- | --------- | ------- |
| Goud   | Kjeld Nuis           | Nederland | 1.43,60 |
| Zilver | Thomas Krol          | Nederland | 1.43,91 |
| Brons  | Allan Dahl Johansson | Noorwegen | 1.44,16 |
| 4      | Daniil Aldosjkin     | Rusland   | 1.44,81 |
| 5      | Sergej Trofimov      | Rusland   | 1.45,28 |
| 6      | Bart Swings          | België    | 1.45,82 |
| 7      | Peder Kongshaug      | Noorwegen | 1.45,89 |
| 8      | Daniil Beljajev      | Rusland   | 1.46,15 |
| 9      | Stefan Emele         | Duitsland | 1.46,57 |
| 10     | Tijmen Snel          | Nederland | 1.46,61 |
| 11     | Kristian Ulekleiv    | Noorwegen | 1.46,64 |
| 12     | Mathias Vosté        | België    | 1.47,11 |
| 13     | Moritz Klein         | Duitsland | 1.47,26 |
| 14     | Alessio Trentini     | Italië    | 1.47,28 |
| 15     | Jakub Piotrowski     | Polen     | 1.48,23 |
| 16     | Zbigniew Bródka      | Polen     | 1.48,36 |
| 17     | Francesco Betti      | Italië    | 1.48,91 |
| 18     | Marcin Bachanek      | Polen     | 1.49,12 |
| 19     | Konrád Nagy          | Hongarije | 1.49,49 |